# 变绿小檗
变绿小檗（学名：Berberis virescens）为小檗科小檗属的植物。分布在锡金、尼泊尔、不丹以及中国大陆的西藏、云南等地，生长于海拔3,600米至4,100米的地区，多生长于山坡灌丛中，目前尚未由人工引种栽培。